# Lepontier

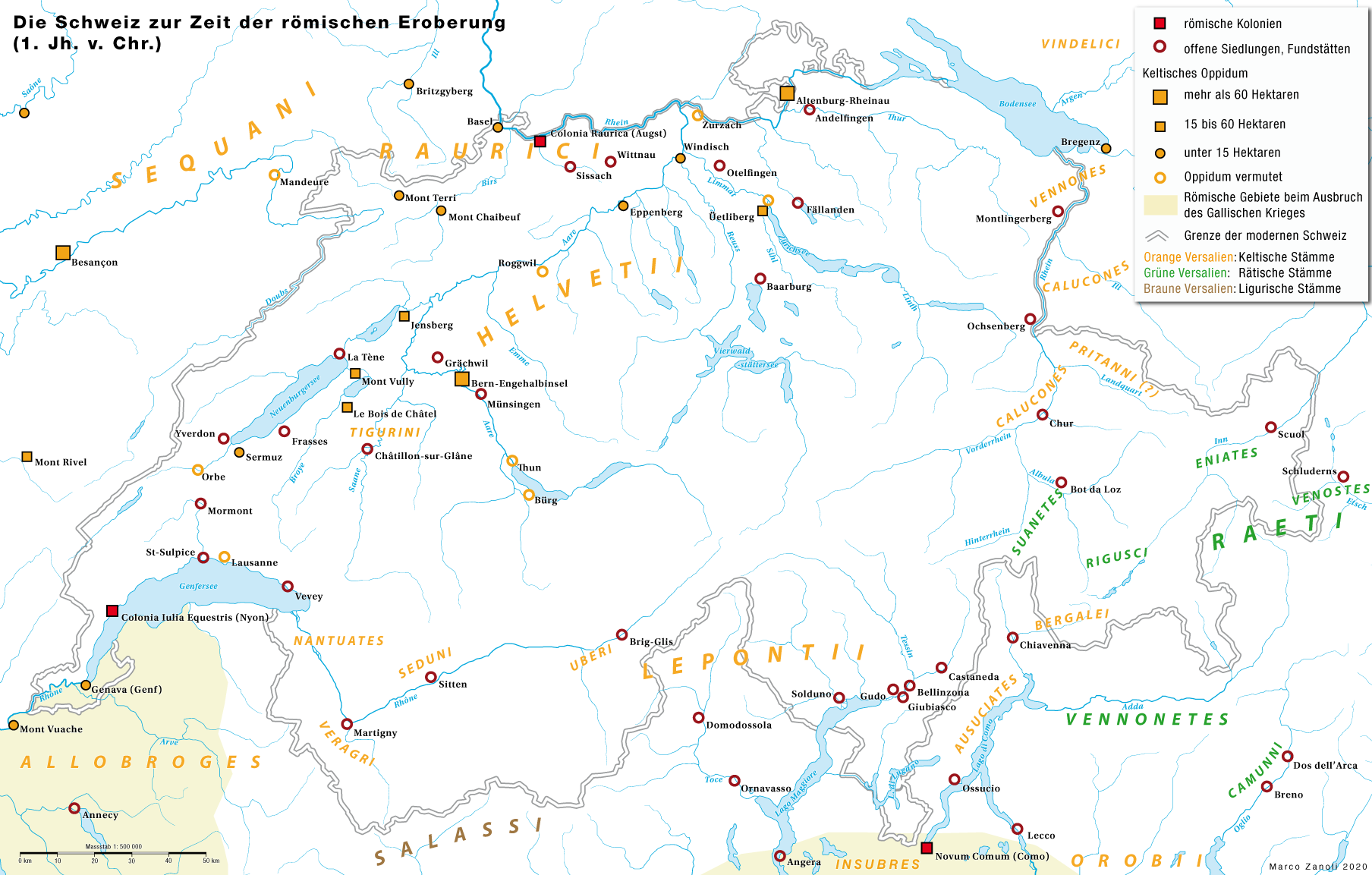
Karte der heutigen Schweiz zur Zeit der römischen Eroberung mit dem Verbreitungsgebiet der damaligen Volksstämme

Die Lepontier lebten im ersten Jahrtausend vor Christus in dem Gebiet zwischen Gotthardmassiv und dem Lago Maggiore, den heutigen Schweizer Kantonen Tessin und Graubünden sowie der italienischen Provinzen Novara und Verbano-Cusio-Ossola. Ihre Hauptstadt war Oscella Lepontiorum, das heutige Domodossola. Auf die Lepontier gehen die heutigen Bezeichnungen Leventina (für das obere Tessintal) und die Lepontinischen Alpen zurück.

## Kultur
Es war ein Volk, welches den Handel zwischen dem Norden (Kelten, Helvetier, Räter, Rauriker) und dem Süden (Etrusker; später die Römer) bestimmte. Wahrscheinlich handelt es sich bei den Lepontiern um einen Stamm, der ursprünglich eher dem etruskischen Kulturkreis angehörte, sich aber dann mit den Stämmen der keltischen Zuwanderer vermischte.

## Sprache
In zahlreichen Inschriften fand man eine zum keltischen Zweig der indogermanischen Sprachfamilie gerechnete Sprache, das Lepontische, die aber auch Einflüsse aus nicht-indogermanischen Sprachen des Mittelmeerraumes aufweist (vgl. Vorindogermanisches Substrat). Zum Schreiben benutzten die Lepontier das etruskische Alphabet. Von ihnen stammen auch die ersten schriftlichen Zeugnisse in der Schweiz, die um 600 v. Chr. auf Grabstelen eingraviert wurden.

## Funde
In Giubiasco wurde eine Nekropole der Lepontier gefunden. Funde, die den Lepontiern zugeordnet werden, zeigen reichhaltige Grabbeigaben, aufwendig gearbeitete Gürtel, Schwerter, kunstvoll verzierte Bronzegefäße und Silberschmuck. Auf bestimmten Gefäßen und Objekten wiederholen sich Vogelmotive. Die sogenannten Seelenvögel sind ein Hinweis auf die Jenseitsvorstellungen der Lepontier.